# Влак без возног реда
Влак без возног реда је југословенски и хрватски филм из 1959. године. Филм је режирао Вељко Булајић, а на Филмском фестивалу у Пули награђен је Златном ареном за најбољи филм.

## Радња
У прољеће 1946. у Југославији се организују велике миграције становништва из пасивних кршевитих динарских крајева у плодне панонске равнице Славоније, Барање, Сријема, Војводине.
Селећи се из неплодних крајева, колонисти на путу за Барању пролазе кроз тешки период прилагођавања на нови начин живота. Возови без возног реда воза људе, чији пут у равницу није испуњен само тугом за напуштеним крајем, већ и дилемама које доноси ново, као и оптерећењима наслеђеним из прошлости везане за драго поднебље.
Возовима се пресељавају цела села па тако и становници села Долац у Далматинској загори, који су добили земљу и куће у барањском селу Тополову. На челу долачке сеобе је председник сеоског одбора, првоборац Ловре, којем се свиђа удовица Ике. У сеобу су кренула и Ловрина браћа Дује и млади Периша зван Пешо. Ту је и Пешин ратни судруг, морнар Николица којем се такође свиђа Ике. На путу се Пешо заљуби у Дану, девојку из суседног села, не знајући да је она већ обећана за жену сину барањског газде...

## Улоге
| Глумац                   | Улога                          |
| ------------------------ | ------------------------------ |
| Оливера Марковић         | Ике                            |
| Велимир Бата Живојиновић | Дује Брикета                   |
| Златибор Стоимиров       | Мирко                          |
| Давор Антолић            | помоћник машиновође            |
| Столе Аранђеловић        | Ловре                          |
| Крешимир Зидарић         | Буда                           |
| Невенка Бенковић         | Будина мајка                   |
| Мирко Боман              | Будин отац                     |
| Мухамед Чејван           | Спиро                          |
| Зденка Трах              | Спирина жена                   |
| Љиљана Вајлер            | Дујина жена                    |
| Лука Делић               | Симлеша                        |
| Златко Црнковић          |                                |
| Љубо Дијан               |                                |
| Мато Ерговић             | Марган                         |
| Инге Илин                | Дана                           |
| Сима Јанићијевић         | Јоле, Данин отац (као Јан Сид) |
| Љубица Јовић             | госпођица из ресторана         |
| Јелена Кесељевић         | Симлесина баба                 |
| Драган Кнапић            |                                |
| Тана Маскарели           | Јолина жена                    |
| Бранко Матић             | неповерљиви сељак              |
| Круно Валентић           | Полицајац                      |
| Ивица Пајер              | Николица                       |

Комплетна филмска екипа  ▼
| Редитељ                   | Вељко Булајић           |                                  |
| Сценариста                | Иво Браут               | (писац)                          |
| Сценариста                | Вељко Булајић           | (писац)                          |
| Сценариста                | Славко Колар            | (писац)                          |
| Сценариста                | Стјепан Перовић         | (писац)                          |
| Сценариста                | Елио Петри              | (писац)                          |
| Композитор                | Владимир Краус Рајтерић |                                  |
| Директор фотографије      | Крешо Грчевић           | директор фотографије             |
| Монтажер                  | Блаженка Јенчик         |                                  |
| Сценограф                 | Душан Јеричевић         |                                  |
| Костимограф               | Марко Церовац           |                                  |
| Одсек за шминку           | Дује Дупланчић          | шминкерка                        |
| Одсек за шминку           | Лојзика Гал             | шминкерка                        |
| Одсек за шминку           | Шукрија Шаркић          | шминкерка (као Шуцо Шаркић)      |
| Одсек за шминку           | Јанко Веверец           | шминкер                          |
| Менаџер продукције        | Предраг Дрезга          | директор филма                   |
| Менаџер продукције        | Стипе Гурдулић          | вођа снимања                     |
| Менаџер продукције        | Никола Станковић        | директор филма                   |
| Помоћник режије           | Пјер Мајхровски         | помоћник редитеља                |
| Помоћник режије           | Беро Орловић            | други помоћник редитеља          |
| Помоћник режије           | Раденко Остојић         | помоћник редитеља                |
| Помоћник режије           | Крсто Папић             | помоћник редитеља                |
| Помоћник режије           | Крсто Петањек           | помоћник редитеља                |
| Уметнички одсек           | Иван Коблер             | сет дизајнер                     |
| Уметнички одсек           | Стево Влаховић          | сценски реквизитер               |
| Уметнички одсек           | Милан Вражић            | сценски реквизитер               |
| Одсек за звук             | Жељко Худек             | микроман                         |
| Одсек за звук             | Ерик Молнар             | тон мајстор                      |
| Одсек за камеру и расвету | Срећко Бркић            | пратилац камере                  |
| Одсек за камеру и расвету | Иван Каблер             | сценски мајстор                  |
| Одсек за камеру и расвету | Антун Коренић           | вођа расвете (као Антон Коренић) |
| Одсек за камеру и расвету | Будимир Мађер           | фотограф                         |
| Одсек за камеру и расвету | Милош Радивојевић       | пратилац камере                  |
| Одсек за камеру и расвету | Илија Вукас             | пратилац камере                  |
| Одсек за камеру и расвету | Јарослав Задразил       | пратилац камере                  |
| Одсек за костим           | Олга Бек                | гардеробер                       |
| Одсек за костим           | Људевит Халопир         | гардеробер                       |
| Одсек за монтажу          | Нада Јелер              | асистент монтажера               |
| Музички одсек             | Лидија Јојић            | музички уредник                  |
| Остала екипа              | Драга Броз              | секретар продукције              |
| Остала екипа              | Нада Маркић             | секретар режије                  |
| Остала екипа              | Владо Спиндлер          | волонтер                         |

## Награде и фестивали
- Пула 59'

1. награда жирија за најбољи филм[2][5]
2. награда за најбољи сценарио[2][5]
3. награда за најбољу мушку епизодну улогу (Милан Милошевић)[2][5]
4. Награда публике Јелен недељника ВУС[2]
5. Посебно признање Вељку Булајићу - заједно с Игором Претнаром - за резултате тражења, квалитету и тенденције у њиховим филмовима[2]

- Кан 59' - службени програм[2] - награда публике[6]